# Rani novi vek
Rani novi vek moderne istorije sledi nakon kasnog srednjeg veka postklasične ere. Iako su hronološka ograničenja perioda otvorena za debatu, vremenski okvir obuhvata period nakon kasnog dela postklasičnog doba, poznatog kao srednji vek (oko 1500. godine), do početka doba revolucija (c. 1800). Istoričari ga različito razgraničavaju da počinje od pada Carigrada 1453, perioda renesanse u Evropi, muslimanskih osvajanja na indijskom potkontinentu i doba otkrića (naročito putovanja Kristifora Kolumba počevši od 1492, ali i sa Vasko da Gaminim otkrivanjem morskog puta do Indije 1498) i da se završava oko doba Francuske revolucije 1789.
Istoričari poslednjih decenija tvrde da je sa globalnog stanovišta najvažnija karakteristika ranog modernog perioda bio njegov globalizujući karakter. Pojavile su se nove ekonomije i institucije, koje su tokom ovog perioda postale sofisticiranije i globalno artikulisane. Ovaj proces je započeo u srednjovekovnim severnoitalijanskim gradovima-državama, posebno Đenovi, Veneciji i Milanu na zapadu, a u indijskom Bengalu na istoku. Rano moderno razdoblje takođe je uključivalo porast dominacije ekonomske teorije merkantilizma.
U Amerikama su pretkolumbijski narodi izgradili veliku i raznoliku civilizaciju, uključujući Astečko carstvo i savez, civilizaciju Inka, Majansko carstvo i gradove, i Čibču. Evropska kolonizacija Amerika počela je tokom ranog modernog perioda, kao i uspostavljanje evropskih trgovačkih centara u Aziji i Africi, što je doprinelo širenju hrišćanstva širom sveta. Porast stalnih kontakata između ranije izolovanih delova sveta, posebno Kolumbijske razmene koja je povezivala Stari svet i Novi svet, uveliko je izmenio ljudsko okruženje. Naročito, atlantska trgovina robovima i genocid nad domorodačkim narodima počeli su tokom ovog perioda. Turska je kolonizovala jugoistočnu Evropu, i delove zapadne Azije i severne Afrike. Rusija je stigla do obale Tihog okeana 1647. godine i učvrstila svoju kontrolu nad Ruskim dalekim istokom u 19. veku.
U islamskom svetu dinastija Gurid, Delhijski sultanat, i Osmansko, Suridsko, Safavidsko i Mugalsko carstvo rasli su u snazi (tri od kojih su poznata kao carstva baruta po vojnoj tehnologiji koja im je to omogućila). Posebno na Indijskom potkontinentu, arhitektura, kultura i umetnost Mogula dostigli su svoj zenit, dok je samo carstvo imalo jednu od najvećih svetskih ekonomija, verovatno veću od celokupne zapadne Evrope i vrednu 25% globalnog BDP-a, koja je bila preteča proto-industrijalizacije. Kasniji religiozni trendovi tog razdoblja okončali su muslimansku ekspanziju.
Razne kineske dinastije i japanski šogunati kontrolisali su azijsku sferu. U Japanu se period Edo od 1600. do 1868. godine takođe naziva ranim modernim periodom. U Koreji se smatra da je rani moderni period trajao od uspona dinastije Čoson do ustoličenja kralja Godžonga. Do 16. veka, azijske ekonomije pod dinastijom Ming i Mogal Bengal su bile podstaknute trgovinom sa Portugalacima, Špancima i Holanđanima, dok je Japanu trajao Nanbanski trgovački period nakon prispeća Portugalaca tokom perioda Azuči-Momojama.
Rani moderni trendovi u raznim regionima sveta predstavljali su udaljavanje od srednjovekovnih modaliteta organizacije, politički i ekonomski. U Evropi je slabio feudalizam, a hršćani i hrišćanstvo videli su kraj krstaških ratova i verskog jedinstva pod rimokatoličkom crkvom. Stari red je destabilizovala protestantska reformacija, što je izazvalo nemire, ekspanziju inkvizicije i dovelo do katastrofalnih evropskih religioznih ratova, među kojima je bio i naročito krvavi Tridesetogodišnji rat, koji je okončan uspostavom modernog međunarodnog sistema Vestfalskim mirom. Uporedo sa evropskom kolonizacijom Amerika, ovaj period je sadržao i trgovačku revoluciju i zlatno doba piratstva.
Ostali zapaženi trendovi ranog modernog perioda uključuju razvoj eksperimentalne nauke, sve brži tehnološki napredak, sekularizovana građanska politika, ubrzana putovanja zbog poboljšanja u mapiranju i dizajniranju brodova, i nastanak nacionalnih država. Istoričari obično smatraju krajem ranog modernog perioda doba kada je Francuskom revolucijom 1790-ih započelo razdoblje „kasne moderne”.

## Istočna Azija
U ranom modernom dobu, velike nacije istočne Azije pokušale su da sprovedu kurs izolacionizma iz spoljnog sveta, ali ova politika nije uvek sprovedena jednoobrazno ili uspešno. Međutim, do kraja ranog modernog perioda, Kina, Koreja i Japan uglavnom su bili zatvoreni i nezainteresovani za Evropljane, čak i dok su trgovinski odnosi rasli u lučkim gradovima, kao što su Guangdžou i Dedžima.

### Kineske dinastije
Početkom etnički hanske dinastije Ming (1368-1644), Kina je bila vodeća u svetu u matematici i nauci. Međutim, Evropa je ubrzo sustigla kineska naučna i matematička dostignuća i nadmašila ih. Mnogi naučnici nagađaju o tome zašto je Kina zaostajala u napredovanju. Istoričar po imenu Kolin Ronan tvrdi da iako ne postoji jedan konkretan odgovor, mora postojati veza između manje kineske urgentnosti za novim otkrićima od evropske i nesposobnosti Kine da iskoristi svoje rane prednosti. Ronan veruje da je kineska konfucijanska birokratija i tradicija dovela do toga da Kina nije imala naučnu revoluciju, što je uzrokovalo da Kina ima manje naučnika koji bi mogli razbiti postojeće ortodoksnosti, poput učinka Galilea Galileja. Uprkos kineskog izuma baruta u 9. veku, u Evropi je izumljeno klasično ručno vatreno oružje i šibice, o čijoj upotrebi postoje dokazi iz 1480-ih. Kina je koristila šibice do 1540. godine, nakon što su Portugalci doneli svoje šibice u Japan početkom 1500-ih. Kina je tokom dinastije Ming osnovala biro za održavanje svog kalendara. Biro je bio neophodan jer su kalendari bili povezani sa nebeskim pojavama i za to je potrebno redovno održavanje, jer dvanaest lunarnih meseci ima 344 ili 355 dana, te se moraju dodavati povremeni prelazni meseci da bi se održalo 365 dana u godini.
U 16. veku dinastija Ming je cvetala uz pomoć pomorske trgovine sa portugalskim, španskim i holandskim carstvima. Trgovina je donela ogromnu količinu srebra, što je Kini u to vreme bilo izuzetno potrebno. Pre kineske globalne trgovine, njena ekonomija se vodila papirnim novcem. Međutim, u 14. veku, kineski sistem papirnog novca pretrpeo je krizu, a sredinom 15. veka se srušio. Uvoz srebra pomogao je da se popuni praznina koju je ostavio slomljeni sistem papirnog novca, što pomaže u razumevanju zašto je vrednost srebra u Kini bila dvostruko veća od vrednosti srebra u Španiji krajem 16. veka.
Ksenofobijom i intelektualnom introspekcijom karakterističnom za sve popularniju novu školu neokonfucijanizma, Kina se pod kasnijom dinastijom Ming izolovala, zabranjujući izgradnju morskih plovila koja bi mogla da idu preko okeana. Uprkos izolacionističkim politikama, Ming ekonomija je i dalje je patila od inflacije zbog prekomerne ponude španskog srebra iz Novog sveta koje je ulazilo u njenu ekonomiju kroz nove evropske kolonije, poput Makaa. Kinu Ming perioda dodatno su opteretili pobednički, ali skupi ratovi za zaštitu Koreje od japanske invazije. Evropska trgovinska depresija iz 1620-ih takođe je naštetila kineskoj ekonomiji, koja je potonula do tačke kada su svi kineski trgovinski partneri prekinuli veze s njima: Filip IV je ograničio isporuke iz Akapulka, Japanci su prekinuli svu trgovinu sa Makaom, a Holandija je prekinuta veza između Gaoa i Makaa.

## Literatura
- Burke, Peter (19. 12. 2000). A Social History of Knowledge: From Gutenberg to Diderot. Cambridge, UK: Polity. ISBN 9780745624853.
- Cavallo, Sandra, and Silvia Evangelisti,, ур. (2014). A Cultural History of Childhood and Family in the Early Modern Age.
- De Vries, Jan. "The limits of globalization in the early modern world." De Vries, JAN (2010). „The limits of globalization in the early modern world”. Economic History Review. 63 (3): 710—733. doi:10.1111/j.1468-0289.2009.00497.x.. online
- Duara, Prasenjit;  . eds.. A Companion to Global Historical Thought (Wiley Blackwell 2014)
- Goldstone, Jack A (2013). „Early Modern World.”. Sociological Worlds: Comparative and Historical Readings on Society.. pp: 249+
- Goldstone, Jack A (1993). Revolution and Rebellion in the Early Modern World.
- Goldstone, Jack A. „The Rise of the West–or not? A revision to socio-economic history,”. Sociological Theory. 18 (2): 173—194..
- Lockyer, Roger (2004). Tudor and Stuart Britain: 1485–1714 (3rd изд.). Pearson/Longman. ISBN 0582771889.. 576 pp excerpt
- Knoll, Martin, and Reinhold Reith,, ур. (2014). An Environmental History of the Early Modern Period.
- Kümin, Beat A (2011). A cultural history of food in the early modern age (1600–1800). Berg.
- Newman, Gerald, ур. (1997). Britain in the Hanoverian Age, 1714–1837: An Encyclopedia. Taylor & Francis. ISBN 9780815303961.. online review; 904pp; short articles on Britain by experts
- Parker, Charles H (2010). Global Interactions in the Early Modern Age, 1400–1800.
- Pomeranz, Kenneth (2000). The great divergence: China, Europe, and the making of the modern world economy. Princeton University Press.. a highly influential statement
- Wong, R. Bin.  China Transformed; Historical Change and the Limits of European Experience (Cornell U.P.,  1997)

## Spoljašnje veze
- (1902–1912)
- -author= -
- Int'l Commerce, Snorkeling Camels, and The Indian Ocean Trade на веб-сајту : Crash Course World History #18 – YouTube
- Venice and the Ottoman Empire на веб-сајту : Crash Course World History #19 – YouTube
- Columbus, de Gama, and Zheng He! 15th Century Mariners на веб-сајту . Crash Course: World History #21 – YouTube
- The Columbian Exchange на веб-сајту : Crash Course World History #23 – YouTube
- The Atlantic Slave Trade на веб-сајту : Crash Course World History #24 – YouTube
- The Spanish Empire, Silver, & Runaway Inflation на веб-сајту : Crash Course World History #25 – YouTube
- The Seven Years War на веб-сајту : Crash Course World History #26 – YouTube
- Tea, Taxes, and The American Revolution на веб-сајту : Crash Course World History #28 – YouTube